# Stopplaats Dalmsholte
Stopplaats Dalmsholte (afkorting: Dmh) is een voormalige stopplaats van de buurtschap Dalmsholte. De stopplaats lag aan de spoorlijn Deventer - Ommen van de Overijsselse Lokaalspoorweg-Maatschappij Deventer - Ommen (OLDO).
De stopplaats lag tussen de stations Lemelerveld en Ommen en werd geopend op 1 oktober 1910 en gesloten op 15 mei 1933.